# LZ 127 Graf Zeppelin
LZ 127 Graf Zeppelin (Njemački: Luftschiff Zeppelin # 127; registracija: D-LZ 127) bio je njemački kruti cepelin punjen vodikom koji je u komercijalne svrhe letio od 1928. do 1937. godine. Ime je dobio po njemačkom pioniru zračnih brodova, Ferdinandu von Zeppelinu, grofu njemačkog plemstva. Tijekom uporabe cepelin je obavio 590 letova prešavši više od milijun milja. 

## Dizajn i izrada
Cepelin je izgradila tvrtka Zeppelin (Luftschiffbau Zeppelin) u Friedrichshafenu između 1926. i 1928. godine. Dizajniran je na osnovi LZ-126 kojeg je tvrtka isporučila kao ratno obeštećenje američkoj mornarici (NAS Lakehurst, New Jersey)
u listopadu 1924., gdje je letio kao USS Los Angelesu (ZR-3). Nakon završetka tog projeka zeppelinova tvrtka kojom je tada predsjedavao dr. Hugo Eckener započela je dvogodišnje lobiranje njemačke vlade za financiranje i dopuštenje nastavka izgradnje novog cepelina za Njemačku.  Izgradnja je uz pomoć vladine potpore počela 1926. godine iako je većinu fonda od potrebnih 2.000.000 reichsmaraka (RM) planirano pribaviti na temelju javnih donacija. LZ 127 je završen u rujnu 1928. godine.
S 236,6 m dužine i ukupnim volumenom plina 105.000 m³ od kojih je 75.000 m³ bio vodik napunjen u 17 spremnika i 30.000 m³ blaugasa (pogonsko gorivo) napunjeno u 12 plinskih spremnika, Graf je bio najveći zrakoplov na svijetu u to vrijeme. Pokretala su ga pet Maybach VL-2 (12-cilindara) motora od 550 KS svaki koji su kao gorivo mogli koristiti ili benzin ili blaugas.
Najveća brzina koju je cepelina mogao postići bila je 128 km/h (70 čvorova) pri maksimalnom potisku od 2.650 KS (1980 kW). Brzina krstarenja bila je 117 km/h (63 čvora) pri potisku od 2.150 KS (1600 kW). Na nekim letovima korišten je samo blaugas smješten u plinskim spremnicima što je cepelinu omogućilo krstarenje do 100 sati. Korištenje benzina krstarenje je smanjeno na 67 sati a s kombinacijom ova dva goriva u zraku se moglo ostati i do 118 sati. Ukupna težina uzlijetanja Graf Zeppelina bila je 87.000 kilograma od čega je korisna nosivost bila 15.000 kg s čime je cepelin mogao prijeći 10.000 km.

## Kraj LZ 127
Gubitkom Hindenburg (cepelin) D-LZ 129 Hindenburga na Lakehurstu 7. svibnja 1937. godine nestalo je i povjerenje javnosti u sigurnost vodikom punjenih komercijalnih zračnih brodova a nastavak njihove izrade neodrživo. Graf Zeppelin, još uvijek u izgradnji i LZ 130 Graf Zeppelin II mogli su koristiti i ne zapaljivi helij, jedini plin za podizanje kao alternativa. Za razliku od relativno jeftinog i svima dostupnog vodika, helij je bilo mnogo teže proizvesti, većina svjetski raspoloživih zaliha bila je mnogo skuplja a tržište je kontrolirano od strane Sjedinjenih Američkih Država. Od 1925. godine izvoz helija je također bilo ograničeno od američkog Kongresa iako ne postoji zapis kako njemačka vlada nikada nije podnijela zahtjev za izvozne dozvole za helij, koji bi koristili u svojim zračni brodovima prije hindenburgove nesreće. Iako mnogo sigurniji od vodika, dodatno povećanje troškova, nedostupnost te smanjenje osobina podizanja, uporaba helija dovela je do komercijalne neisplativosti Graf Zeppelina. Jedan dan nakon što je Hindenburg izgorio, devet godina stari LZ 127 je nakon dolaska u Friedrichshafen iz Brazila 8. svibnja 1937. prizemljen i povučen iz službe. Šest tjedana kasnije, 18. lipnja, cepelin je preletio u Frankfurt što je bio njegov 590. i posljednji let. Po dolasku u veliki hangar na frankfurtskom aerodromu, zrakoplov je ispuhan i otvoren za javnost kao muzej.
Nakon što je Graf Zeppelin već bio povučen i kratko nakon hindenburgove katastrofe američki predsjednik Roosevelt je odobrio i uputio izvješće kabineta u Kongres na odobravanje izvoza dovoljne količine helija za Njemačku s čime bi se omogućilo lansiranje cepelina hindenburgove klase LZ-130 Graf Zeppelin II (koji je za razliku od LZ 127 bio dizajniran za korištenje ili vodika ili helija) i nastavak komercijalnih transatlantskih putničkih letova od 1939. godine. Međutim, početkom 1938. Harold Ickes, oporbeni pripadnik Ministarstva unutarnjih poslova SAD-a i službeno u svojstvu jednog od šest članova Nacionalnog odbora za kontrolu municije, uspio je dobiti većinu i zaustaviti isporuku na osnovi njemačkog zahtjeva za kupnju do 10.000.000 m³ helija.
Graf Zeppelin II napravio je 30 probnih, promotivnih, propagandnih letova te letove vojnog nadzora diljem Europe. Između njegovog lansiranja sredinom rujna 1938. godine i njegovog posljednjeg leta 11 mjeseci kasnije (20. kolovoza), samo 10 dana prije službenog početka Drugog svjetskog rata u Europi, LZ 130 nikada nije ušao u komercijalni putnički servis za koji je prvenstveno bio izgrađen. Graf Zeppelin LZ (127) i Graf Zeppelin II (LZ 130) službeno su prizemljeni 4. ožujka 1940. kada je njemački ministar zrakoplovstva Hermann Göring izdao dekret kojim cepelini trenutno idu u otpis a sva se njihova duraluminijska i ostala upotrebljiva konstrukcija mora rastopiti kako bi se ponovno mogla upotrijebiti od strane njemačke vojne zrakoplovne industrije.

## Tehničke karakteristike
Osnovne karakteristike
- posada: 40
- kapacitet: 20 putnika
- dužina: 236,53 m
- širina trupa: 30,48 m

Letne karakteristike
- najveća brzina: 128 km/h
- motor: 5 × Maybach motora,